# Giovanni Lorenzo Forcieri
Giovanni Lorenzo Forcieri (Santo Stefano di Magra, 24 marzo 1949) è un politico italiano, già Sottosegretario al Ministero della Difesa.
Da maggio 2009 all'8 novembre 2016 è Presidente dell'Autorità Portuale della Spezia; da gennaio 2016 è Presidente di Liguria Ports Alliance (LPA). È stato il fondatore del Distretto Ligure delle Tecnologie Marine (DLTM), di cui è Presidente.

## Attività politica

### Inizi
Dopo un'esperienza politica nei movimenti studenteschi di sinistra e poi come assessore del Comune di Sarzana, nel 1985 fu eletto come sindaco di questa città, poi riconfermato dal 1990 al 1994. Dal 2002 al 2007 ricopre anche l'incarico di consigliere provinciale.

### In Parlamento
Eletto al Senato nel 1992, poi riconfermato a Palazzo Madama nelle elezioni del 1994, del 1996 e del 2001.
È stato il primo firmatario del DDL per la messa al bando delle mine antiuomo ed ha rappresentato il Senato alla Convenzione di Ottawa, con cui la Comunità Internazionale ne ha deciso la messa al bando. È stato inoltre primo firmatario di varie proposte legislative, alcune delle quali approvate, in materia di infrastrutture, di riconversione produttiva delle imprese operanti nel settore degli armamenti e delle aree territoriali interessate.
Su sua iniziativa è stata inserita, all'art.4 della legge 8 ottobre 1997, la previsione dell'istituzione del parco Nazionale delle Cinque Terre, oggi uno dei siti considerati Patrimonio dell'Umanità dall'UNESCO. Nella XIII legislatura, nella qualità di questore anziano, ha promosso e varato la riforma dell'Amministrazione, del sistema informatico e una prima revisione del sistema pensionistico dei senatori e dei dipendenti del Senato della Repubblica.
Dal 2002 al 2004 è stato Vicepresidente dell'Assemblea Parlamentare della NATO. È stato membro del Gruppo Speciale Mediterraneo della stessa Assemblea. Nella XIV legislatura, viene costituita la Commissione di inchiesta del Senato sull'uranio impoverito e sui casi di morte e gravi malattie che hanno colpito i militari che hanno prestato servizio in missioni internazionali all'estero. Come parlamentare ha, inoltre seguito le questioni locali inerenti soprattutto lo sviluppo delle grandi infrastrutture (raddoppio della linea Pontremolese/asse Tirreno-Brennero); finanziamento lotti Variante Aurelia; il porto, il suo sviluppo ed efficientamento.
Rientra in Parlamento nel 2012, in sostituzione dell'on.Giovanna Melandri.

### Al Governo
Dal 2006 a 2008 ricopre la carica di Sottosegretario alla Difesa è stato delegato per la trattazione delle questioni di cooperazione internazionale con l'Europa, compresa la Russia e i Paesi rivieraschi del Mediterraneo; per i rapporti con la NATO e l'Unione Europea; per i programmi di cooperazione internazionale nel campo degli armamenti, anche in sede OCCAR, Loi e Agenzia Europea per la Difesa. Rientravano nelle sue attribuzioni anche le questioni relative all'industria della difesa, i rapporti con il Ministero dello Sviluppo Economico e con il Ministero dell’Università e della Ricerca. Ha sovrinteso alla riorganizzazione degli Arsenali militari, delle aree tecnico-operativa, tecnico-amministrativa e tecnico-industriale della difesa; alla dismissione degli immobili; ai rapporti tra gli enti del Ministero della difesa e il territorio per l'area Nord del Paese. Sua la delega a partecipare alla Conferenza Stato-Regioni, alla Conferenza Stato città e autonomie locali e alla Conferenza unificata, a seguire l'iter parlamentare della legge finanziaria e di bilancio.

### Presidente dell'Autorità Portuale della Spezia
Come Presidente dell'Autorità Portuale della Spezia ha avviato e portato a termine un ampio processo di riorganizzazione dell'Ente. In questo senso ha dato impulso alla realizzazione del Piano Regolatore Portuale.
Ha sostenuto e avviato la realizzazione del Progetto AP NET, sistema informativo, che coinvolge tutti i soggetti della comunità portuale nella gestione di funzioni amministrative ed operative in un ambito significativamente innovativo.
A livello europeo, ha ottenuto il riconoscimento della Spezia come Core Port della Rete Transeuropea di Trasporti (TEN-T) e il rafforzamento del ruolo di porto strategico per collegare i mercati emergenti del bacino del Mediterraneo e del nord Africa al continente europeo. In materia di finanziamenti comunitari, tra i principali topic affrontati ci sono: le reti TEN-T programma TEN-T MOS; corridoi logistici (corridor management approach); Smart Cities and Intelligent port.
Da gennaio 2016, Forcieri è Presidente di Ligurian Ports Alliance, un'associazione nata nel 1998.

### Fondatore e Presidente del Distretto Ligure delle Tecnologie Marine
Nel 2005, nasce proprio da Lorenzo Forcieri l'idea di costituire Il Distretto Ligure delle Tecnologie Marine Scrl (DLTM). Il DLTM fu così costituito nel luglio 2009 come società consortile a responsabilità limitata a maggioranza privata, sulla base dell'Accordo di Programma Quadro sottoscritto da Regione Liguria, Ministero dell'Istruzione Università e Ricerca ed il Ministero dello Sviluppo Economico.

### Di nuovo in politica
Nel 2017 si candida Sindaco alla Spezia con le due liste civiche "Al Lavoro per Spezia" e "Avanti per Spezia" piazzandosi terzo con il 9,19% e 3 716 voti dietro ai candidati di centro-destra e centro-sinistra e davanti a quella dei 5 Stelle.
Si dimette da consigliere comunale nel novembre del 2021 dichiarando che non si ricandiderà. In vista delle comunali del 2022 con il suo movimento Avantinsieme sostiene la candidata del centro-sinistra Piera Sommovigo.

## Vicende giudiziarie
Il 2 novembre si scopre che Lorenzo Forcieri è indagato per corruzione e turbativa d'asta in concorso nell'ambito delle indagini della Guardia di finanza su alcuni episodi di corruzione in porto. La magistratura ne ha  chiesto l'interdizione 
L'inchiesta della Guardia di Finanza della Spezia si è conclusa a dicembre 2018 con sei patteggiamenti e cinque rinvii a giudizio per i reati di abuso d'ufficio, corruzione e turbativa d'asta. 
Nel maggio del 2022 la Procura di La Spezia chiede quattro anni e tre mesi di reclusione per Forcieri, accusato di due distinti episodi di corruzione e di aver rivelato i contenuti di un bando di gara a un alto dirigente di una compagnia di navigazione.. Il 15 luglio 2022 è stato condannato in primo grado dal Tribunale della Spezia a 5 anni per il reato di corruzione e rivelazione di segreto d'ufficio. Giovanni Lorenzo Forcieri, pel tramite dei suoi avvocati Guido Calvi del foro di Roma e Andrea Corradino del Foro della Spezia, si è sempre dichiarato "estraneo ai fatti" ed ha manifestato l'intenzione di impugnare la sentenza di primo grado, ritenuta "sorprendente" Repubblica - Genova.